# Castello d'Albertis

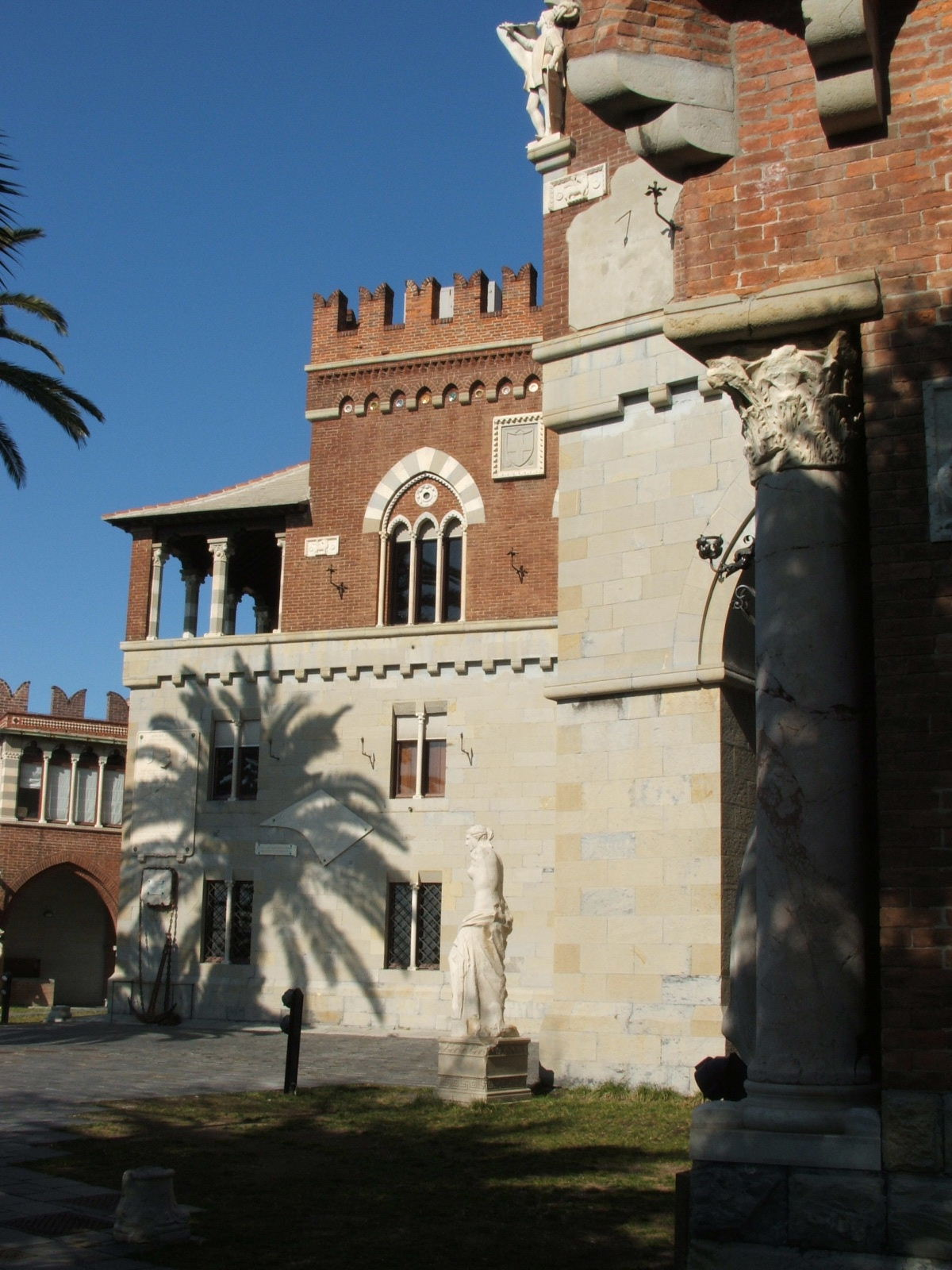
Castello d'Albertis: praceta de entrada.

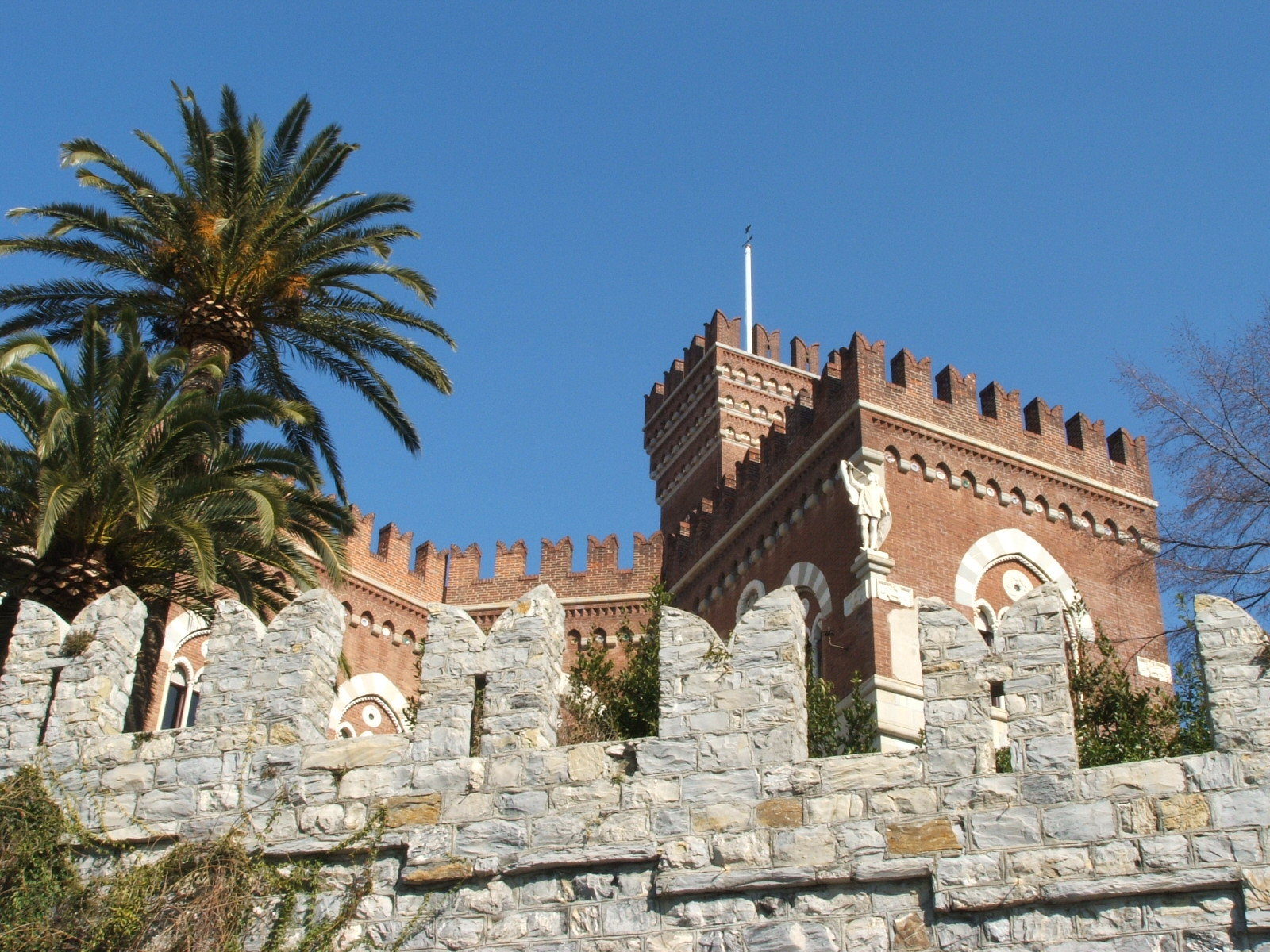
Vista do Castello d'Albertis.

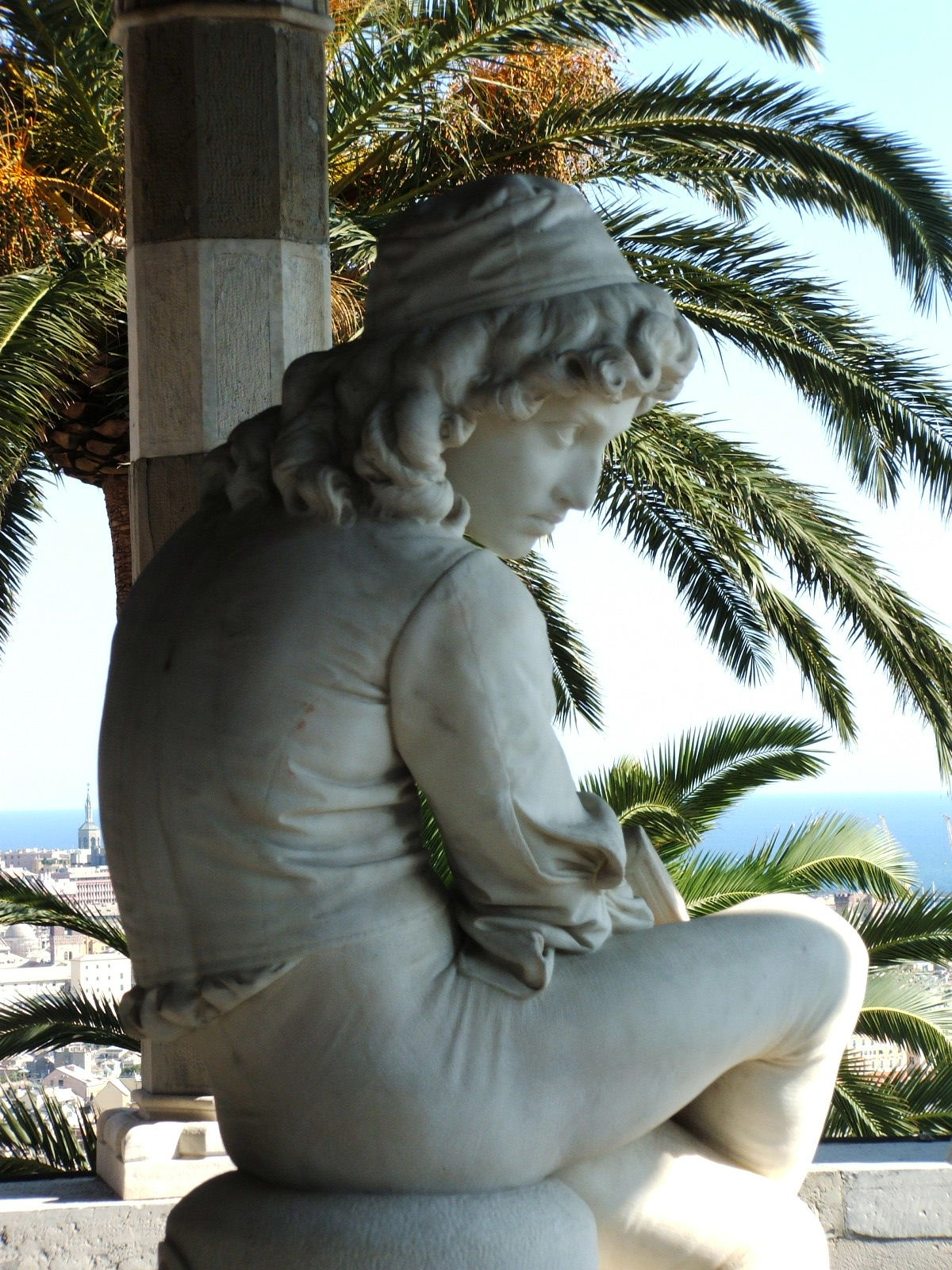
Escultura do jovem Cristóvão Colombo, por Giulio Monteverde.

Castello D'Albertis é uma residência histórica da cidade de Génova, que alberga o Museu das Culturas do Mundo e o Museu da Música dos Povos. Construído em 1886 sobre um antigo bastião das muralhas citadinas do século XIV pelo navegador e filântropo Enrico Alberto d'Albertis e legado à cidade de Génova aquando do seu falecimento em 1932, o castelo é hoje uma das casas museu mais populares da capital da Ligúria. Situado na colina de Montegalletto (ou Monte Galletto) no distrito de Castelletto, tal como o seu congénere Castello Mackenzie, domina a cidade de Génova com uma vista desafogada sobre o Mar da Ligúria.

## Descrição
O castelo foi concebido por D'Albertis segundo o estilo de uma colagem arquitetónica com um aspeto revivalista gótico inspirado nos palácios de Florença e nos castelos do Vale de Aosta. Construído entre 1886 e 1892 sob a direção de Alfredo d'Andrade, o castelo situa-se no local de uma zona fortificada do século XIII, que foi reforçada no século XVI. D'Alberis não só baseou o seu projeto na fundação da cidade, como incorporou e preservou as fundações do baluarte e de um dos torreões.
Inaugurada por ocasião das celebrações dos 400 anos da descoberta da América por Colombo, foi a primeira villa-castelo construída em Génova. Do alto da colina de Monte Galletto (ou Montegalletto), uma das colinas do distrito de Castelletto, o castelo domina Génova com vista para o mar da Ligúria.
Desde 2004 que o imóvel funciona como  Museu das Culturas do Mundo e Museu da Música dos Povos, incluindo achados etnográficos e arqueológicos recolhidos por Enrico Alberto d'Albertis, o seu construtor, e Luigi Maria d'Albertis, seu primo, durante as suas viagens a África, Américas (do Canadá à Terra do Fogo), Nova Guiné e Oceânia. Existe um grande número de armas provenientes do Sudão e da zona do Zambeze, lanças chinesas e alabardas europeias. Existem vários exemplares de artesanato dos povos indígenas das planícies canadianas e norte-americanas, feitos em couro de búfalo e de veado e cobertos por espinhos de porco-espinho; também estão presentes achados pertencentes à civilização Maia das Honduras.
Expõe igualmente maquetas de navios e iates, instrumentos náuticos, fotografias e os volumes da biblioteca pessoal de Enrico d'Albertis. Uma secção separada dedicada à música (o Museo delle Musiche dei Popoli, Museu da Música dos Povos) expõe instrumentos musicais de todo o mundo.